# Karl Wüthrich (Fussballspieler)
Karl Wüthrich (* 17. November 1896; † 1965 in Basel) war ein Schweizer Fussballspieler.

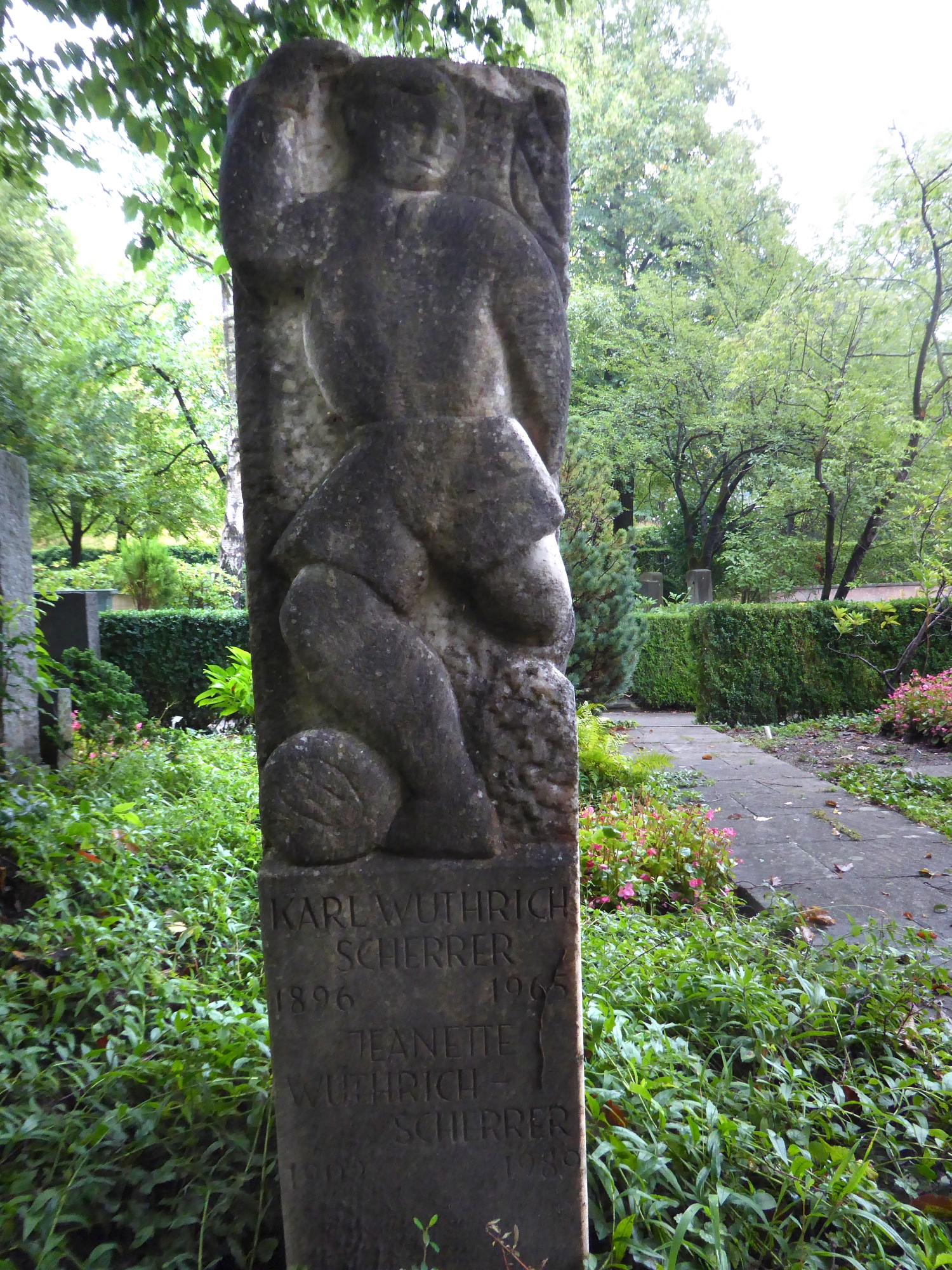
Grab auf dem Friedhof am Hörnli

## Leben
Karl Wüthrich spielte von 1915 bis 1929 hauptsächlich als Stümer beim FC Basel. Wüthrich erzielte am 10. Oktober 1915 sein erstes Ligator im Landhof, als Basel zu Hause gegen Biel 2:1 gewann. Für den FC Basel stand er in 202 Spielen im Einsatz. Davon 112 in der Nationalliga A und in 90 Freundschaftsspielen. In der heimischen Liga erzielte er 50 Tore und 62 Tore in Testspielen.
Karl Wüthrich war mit Jeanette, geborene Scherrer (1902–1989), verheiratet. Er fand seine letzte Ruhestätte auf dem Friedhof am Hörnli.